# Philodendron hebetatum
Philodendron hebetatum är en kallaväxtart som beskrevs av Thomas Bernard Croat. Philodendron hebetatum ingår i släktet Philodendron och familjen kallaväxter. Inga underarter finns listade.